# Eglė Bendikaitė
Eglė Bendikaitė (* 1976 in Žemaičių Naumiestis, Litauische SSR) ist eine litauische Historikerin und Lehrbeauftragte für Jiddisch.

## Biographie
Nach dem Studium der Geschichte  sowie der jiddischen Sprache und Literatur promovierte Eglė Bendikaitė 2004 an der Humanistischen Fakultät der Vytautas-Magnus-Universität Kaunas (Litauen) zum Dr. phil. in Geschichte mit der Dissertation „Denkströmungen und Politik der zionistischen Bewegung in Litauen 1906–1940“. Diese Arbeit wurde 2006 unter dem Titel „Sionistinis sąjūdis Lietuvoje“ (Die zionistische Bewegung in Litauen) als Buch veröffentlicht.
Bendikaitė forscht seit 2012 am Global and European Studies Institute (GESI) der Universität Leipzig. Sie ist seit 2001 Lehrbeauftragte für Jiddisch am Wilnaer Institut für Jiddisch der Universität Vilnius, und seit 2002 Akademische Rätin am Litauischen Institut für Geschichte in Vilnius.
Sie war 2002 Forschungsstipendiatin am Jüdischen Wissenschaftlichen Institut (YIVO) in New York und 2005 Forschungsstipendiatin am Max-Planck-Institut für Geschichte in Göttingen.
Bendikaitė forscht und publiziert zur Geschichte der jüdischen politischen und kulturellen Bewegungen in Litauen zwischen den beiden Weltkriegen, zur Geschichte des jüdischen Nationalismus, zur Geschichte des Antisemitismus in Litauen sowie zur Geschichte der Migrationen der Juden Litauens und der daraus folgenden Wandlungen ihrer kollektiven Erinnerung.
Sie war Projektleiterin und Koordinatorin des internationalen Symposiums „The Life, Times and Work of Jokūbas Robinzonas – Jacob Robinson“, das am 22. Oktober 2007 in Kaunas durchgeführt wurde und dem aus Litauen stammenden, in den USA tätigen Völkerrechtler, Politiker und Historiker Jacob Robinson gewidmet war. Unter demselben Titel erschien 2015 im Academia-Verlag in St. Augustin (ISBN 978-3-89665-633-9) ein zusammen mit Dirk Roland Haupt herausgegebener Sammelband von Beiträgen zu dieser Persönlichkeit.
Am Global and European Studies Institute (GESI) der Universität Leipzig führt  Bendikaitė seit 2012 das Forschungsprojekt „Das Leben, Werk und Wirken von Shimshon Rosenbaum. Politische Biografie einer großen Führungsgestalt der zionistischen Bewegung“ durch.